# Wappenham
Wappenham is een civil parish in het bestuurlijke gebied South Northamptonshire, in het Engelse graafschap Northamptonshire met 294 inwoners.

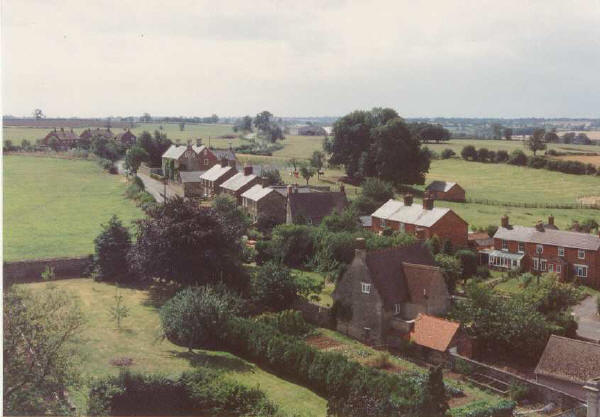
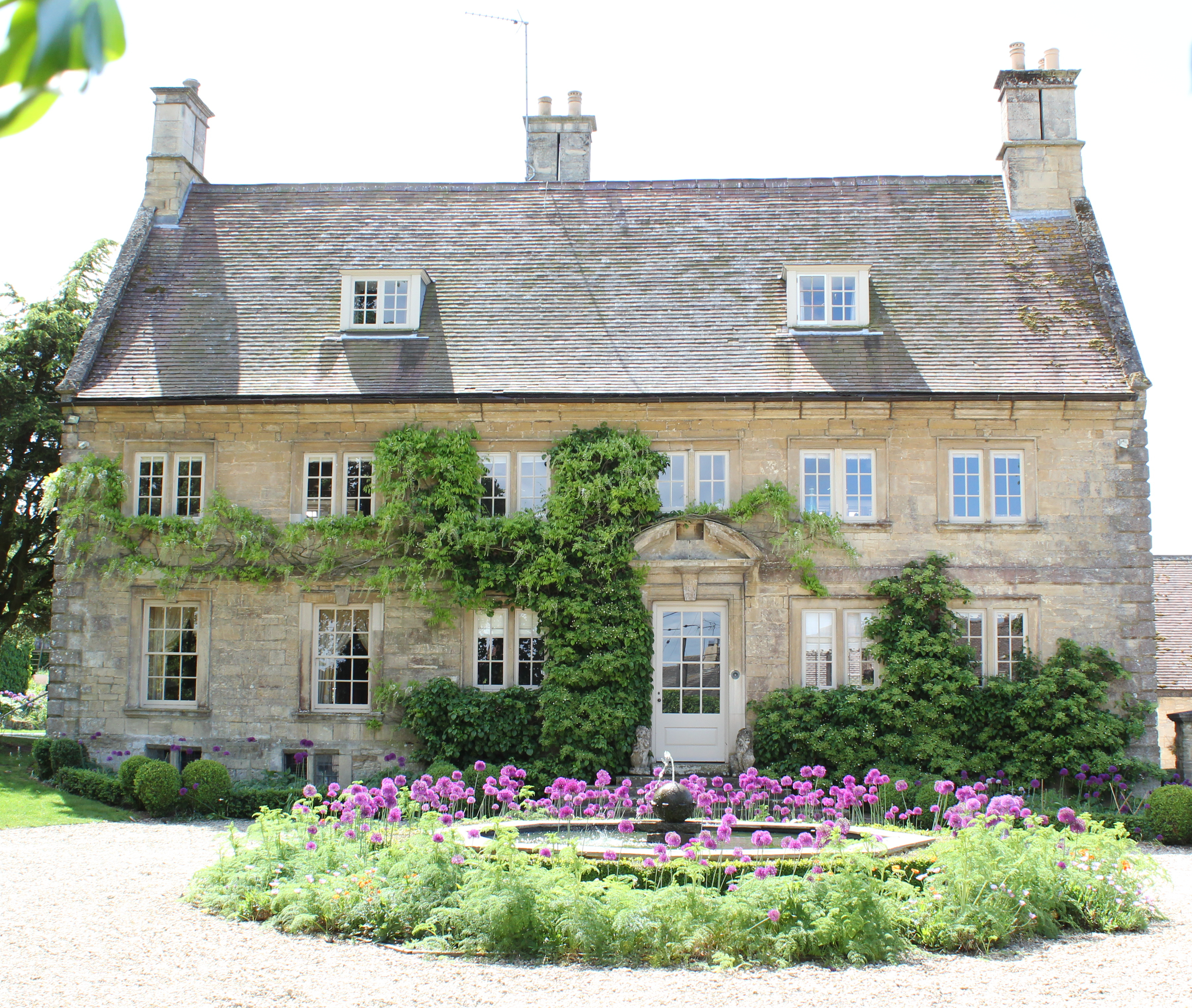
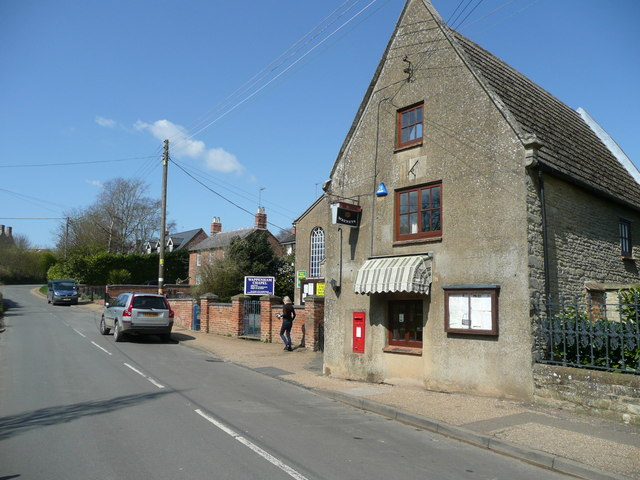